# マノージュ・バージペーイー
マノージュ・バージペーイー（Manoj Bajpayee、1969年4月23日 - ）は、インドの俳優。ヒンディー語映画を中心にテルグ語映画、タミル語映画などで活動している。これまでに国家映画賞、フィルムフェア賞、アジア太平洋映画賞など多くの映画賞を受賞しており、2019年には長年の映画界への貢献を認められ、インド政府からパドマ・シュリー勲章を授与された。

## 生い立ち
1969年4月23日、ビハール州西チャンパラン県ベッティヤ近郊の村ベルワに暮らすヒンドゥー教徒の家庭に生まれる。彼は6人兄弟の第2子で、名前は俳優のマノージュ・クマールにちなんで名付けられた。妹のプーナム・ドゥベーはファッションデザイナーとして映画界で活動しており、父は農業を営んでおり、母は主婦をしていた。マノージュも学校が長期休暇に入った時は父の農業を手伝っていたが、幼少期から俳優になることを望んでいた。
父はマノージュの学費を調達するのに苦労しており、マノージュは4年生まで「あばら屋の学校」で教育を受けた後、クリスト・ラージャー高等学校、マハーラーニー・ジャーナキ・クンワル・カレッジに進学した。17歳でニューデリーに移住してサティヤーワティ・カレッジを経て、ラームジャース・カレッジに進学し、演劇活動に参加した。ナシールッディーン・シャーやラージ・バッバルのインタビュー記事を読んで国立演劇学校の存在を知り同校を受験するが不合格となり、ショックを受けて自殺を考えるほど悩んだという。その後、友人の勧めでサムバーヴ劇団が主催するワークショップに1年間参加し、国立演劇学校卒業生が手掛ける舞台演劇に出演する機会を得た。演劇活動を続ける中で知り合ったラグビール・ヤーダヴの勧めで、シャー・ルク・カーンと共にバリー・ジョンのワークショップに参加して演技の才能を認められ、彼のアシスタントに起用されデリー各地の劇団に顔を出すようになった。マノージュ・バージペーイーはデリーで人気の舞台俳優となり、1990年にはN・K・シャルマと共同で劇団「アクト・ワン」を立ち上げた。一方、国立演劇学校の受験は3年連続で不合格となり、4度目の受験の際には「同校の演技指導員にならないか」と勧誘されたという。

## キャリア

### 1994年 - 2001年
1994年にゴーヴィンド・ニハラニの『Drohkaal』に出演（出演時間は1分だった）した後、シェーカル・カプールの『女盗賊プーラン』に出演した。同作にはキャスティング監督で友人でもあったティグマーンシュ・ドゥーリアの推薦で出演が決まり、当初は盗賊のヴィクラム役が検討されたが、最終的にこの役はニルマル・パンディに決まったため、マノージュ・バージペーイーは盗賊のマン・シン役に起用された。同時期にはテレビシリーズの『Kalakaar』『Imtihaan』にも出演している。1995年はマヘーシュ・バットのテレビシリーズ『Swabhimaan』に出演し、続けて『Dastak』『Tamanna』に出演した。
1997年にラーム・ゴーパール・ヴァルマの『Daud』に出演した際、ヴァルマは同作でのマノージュ・バージペーイーの演技に感銘を受け、彼を端役に起用したことを後悔したという。そのため、ヴァルマは彼に次回作では主要キャストに起用することを約束し 、1998年のギャング映画『Satya』では約束通り主要キャストに起用され、J・D・チャクラヴァルティー演じる主人公サティヤーの側近ビクー・マートル役を演じた。同作はムンバイのスラム街で撮影され、第28回インド国際映画祭で上映され好意的な評価を得ている。アヌパマ・チョープラーはマノージュ・バージペーイーや主要キャストの演技について「汗ばんだ身体からムンバイの薄汚れた匂いが漂ってきそうなくらいの見事さ」と批評しており、彼は国家映画賞 助演男優賞とフィルムフェア賞 審査員選出男優賞を受賞したほか、映画も興行的な成功を収めた。また、2010年には『フィルムフェア』の「アイコニックな演技トップ80」にも選出されている。1999年には引き続きラーム・ゴーパール・ヴァルマが手掛けた『Kaun?』『Shool』に出演した。3人の登場人物が繰り広げるフーダニット映画『Kaun?』では口うるさい不審な男サミール役を演じたが、同作の興行成績は振るわなかった。『Shool』ではモーティハリの政治家と犯罪者の癒着に巻き込まれる警察官サマル役を演じ、彼の演技についてSifyは「実に素晴らしい。特にラヴィーナー・タンダンとのエモーショナルなシーンが印象的だ」と批評しており、映画は国家映画賞 ヒンディー語長編映画賞を受賞したほか、マノージュ・バージペーイーもフィルムフェア賞審査員選出男優賞を受賞している。また、同年にはテルグ語映画『Prema Katha』にも出演している。
2000年は『Dil Pe Mat Le Yaar!!』『Ghaath』でタッブーと共演し、『Dil Pe Mat Le Yaar!!』では劇中の台詞が政治的な論争を呼んだ。2001年はラケーシュ・オームプラカーシュ・メーラの『Aks』に出演した。同作では悪役のラーガヴァン役を演じ、フィルムフェア賞 悪役賞にノミネートされた。シャーム・ベネガルの『Zubeidaa』ではレーカー、カリシュマ・カプールと共演し、ファテープルの藩王ヴィジャエーンドラ・シン役を演じた。この役はジョードプルの藩王だったハンワント・シンをモデルにしている。

### 2002年 - 2009年

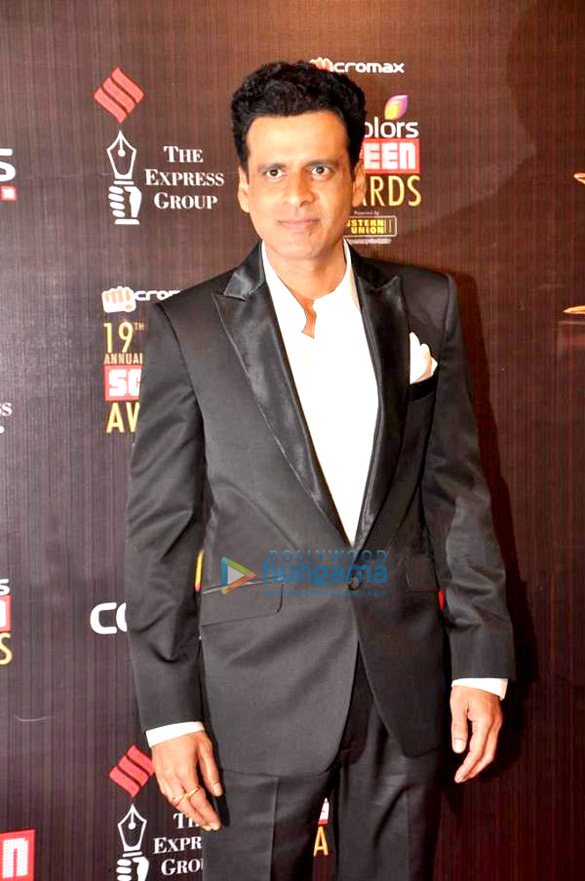
第19回スター・スクリーン・アワード授賞式に出席するマノージュ・バージペーイー（2013年）

2002年は『Road』でヴィヴェーク・オベロイ、アンタラー・マーリーが演じるカップルの車に乗り込むサイコパスの殺人鬼バーブ役を演じ、フィルムフェア賞悪役賞にノミネートされた。2003年はインド・パキスタン分離独立を題材にしたパンジャーブ語小説『Pinjar』を原作とした『Pinjar』に出演し、国家映画賞 審査員特別賞を受賞した。同年にはカールギル紛争を題材としたJ・P・ダッタの戦争映画『レッド・マウンテン』でヨーゲーンドラ・シン・ヤーダヴ役を演じ、フィルムフェア賞 助演男優賞にノミネートされた。両作でマノージュ・バージペーイーは演技を高く評価されたものの、映画自体は興行的に失敗している。2004年は『Jaago』でラヴィーナー・タンダンと共演した後、マカランド・デシュパンデの『Hanan』『Inteqam』に出演した。『Jaago』では10歳の娘が強姦殺人の被害に遭い、事件を捜査する警察官役を演じ、続けてヤシュ・チョープラーの『ヴィールとザーラ』に出演している。同作は第55回ベルリン国際映画祭で上映され、興行収入は9億4000万ルピーを記録し、ヒンディー語映画年間興行成績第1位となった。2005年は『Bewafaa』『Fareb』『Return to Rajapur』に出演し、2006年は『Happy』に出演している。
2007年は『1971』でスーラジ・シン少佐役を演じた。同作は第三次印パ戦争を舞台にパキスタン軍の捕虜収容所から脱走を試みる6人のインド軍兵士を描いており、ラジーヴ・マサンドは映画を酷評する一方、マノージュ・バージペーイーの演技については「台詞よりも目で多くを語るキャラクターを作り出した」と評価している。続けて出演したガネーシュ・アーチャーリヤの『Swami』ではジューヒー・チャーウラーと共演し、アンソロジー映画『Dus Kahaniyaan』ではサンジャイ・グプタが監督を務めた『Zahir』でディア・ミルザと共演している。2007年に出演した作品はすべて興行的に失敗しており、2008年に出演した『Money Hai Toh Honey Hai』も興行成績は振るわなかった。この間、マノージュ・バージペーイーは『Vedam』の撮影中に肩を負傷し、治療のために2年近く俳優業を休止することになった。療養を終えた2009年に2006年デリー封鎖運動を題材にした『Jugaad』で俳優業に復帰し、続けて『unknown/アンノウン』をリメイクした『Acid Factory』に出演したが、同作の興行成績は振るわず、その後の出演作品でも興行収入には恵まれなかった。マドゥール・バンダルカルの『Jail』では終身刑の判決を受けた囚人役を演じている。

### 2010年 - 2016年
2010年にプラカーシュ・ジャーの『Raajneeti』に出演し、『ザ・タイムズ・オブ・インディア』のニカット・カーズミーはマノージュ・バージペーイーの演技について「彼の登場シーンには目を奪われ、その魅惑的な演技を記憶から思い出させてくれる」と批評している。トレード・アナリストからは製作費の6億ルピーを回収できるか不安視されていたが、興行収入は14億3000万ルピーを記録するヒット作となり、マノージュ・バージペーイーもフィルムフェア賞助演男優賞にノミネートされた。その後は『Vedam』『Puli』『Dus Tola』に出演し、アニメ映画『Ramayana: The Epic』ではラーマ役を演じている。2011年は留保制度を題材にした『留保制度 インドvsインド』に出演したが、カーストに関連する内容が論争を呼び、ウッタル・プラデーシュ州、パンジャーブ州、アーンドラ・プラデーシュ州では上映禁止となり、興行成績も振るわなかった。このほかには『Lanka』に出演している。
2012年はアヌラーグ・カシャップの二部作『血の抗争』に出演し、マノージュ・バージペーイーは第1作目に登場するギャングのサルダール・カーン役を演じた。出演に際して彼は役作りのために頭髪を剃り、体重を4キログラム減量している。同作は第65回カンヌ国際映画祭、第37回トロント国際映画祭、サンダンス映画祭でプレミア上映された後、6月22日からインドで公開が始まった。映画は好意的な評価を得ており、彼の演技についてアヌパマ・チョープラーは「『Satya』で演じたビクー・マートル以来のハマり役」と絶賛している。また、同作の演技でフィルムフェア賞 主演男優賞にノミネートされている。その後はチッタゴン武器庫襲撃を描いた『Chittagong』でベンガル人独立運動家のスーリヤ・セーン役をノーギャラで演じ、『Chakravyuh』ではナクサライト＝インド毛派の指導者ラージャン役を演じており、役作りのために体重を5キログラム減量した。同作はジャーヴェード・アクタルから「過去20年間で最高の映画」と絶賛され、『インディア・トゥデイ』は「アマチュア的な挑戦作」と酷評する一方、マノージュ・バージペーイーの演技については絶賛している。
2013年に『Samar』でタミル語映画デビューし、続けて1987年オペラハウス強盗事件を題材にしたニーラジ・パンディの『スペシャル26』ではCBI捜査官のワシーム・カーン役を演じた。次に出演した『ワダラの抗争』ではシャビール・イブラーヒーム・カスカールをモデルにしたギャングのズバイール役を演じた。アンナ・ハザレの反汚職運動を題材にした『Satyagraha』では若手政治家バルラーム・シン役を演じ、公開時期がムンバイの強姦事件とデリーで発生した強姦事件と重なったこともあり、トレード・アナリストからは社会問題を扱った『Satyagraha』の興行収入に期待を寄せる声が挙がり、最終的な興行収入は6億7500万ルピーを記録している。また、3Dアニメ映画『Mahabharat』ではユディシュティラ役を演じ、2014年にはタミル語映画『Anjaan』に出演している。
2015年は『Tevar』（テルグ語映画『Okkadu』のリメイク作品）で悪役を演じたが、批評家からは酷評され興行的にも失敗している。同年には愛国心をテーマにした6分間の短編映画『Jai Hind』でラヴィーナー・タンダンと共演し、独立記念日に先立ちオヨ・ルームズからYouTubeで公開された。2016年にも警察官を題材にした短編映画『Taandav』に出演しており、こちらもYouTubeで公開された。同年にはハンサル・メータの伝記映画『アリーガルの夜明け』で、同性愛を理由に解雇されたアリーガル・ムスリム大学の教授ラームチャンドラ・シーラス役を演じた。同作は第20回釜山国際映画祭、ムンバイ映画祭でプレミア上映され、劇場公開後は批評家から好意的な評価を得た。また、マノージュ・バージペーイーは同作の演技でアジア太平洋映画賞 男優賞とフィルムフェア賞審査員選出男優賞を受賞している。マラヤーラム語映画『Traffic』をリメイクした『Traffic』で警察官ラームダース役を演じ、『Budhia Singh – Born to Run』では世界最年少ランナーのブディア・シンのコーチ役を演じた。その後は『Saat Uchakkey』や短編映画『Ouch』に出演している。

### 2017年 - 現在
2017年は『Baby』のスピンオフ作品『シャバーナーと呼ばれる女』でタープシー・パンヌと共演し、続いて出演した『サルカール3』ではアルヴィンド・ケジリワルをモデルにしたゴーヴィンド・デシュパンデ役を演じた。このほかに『Rukh』にも出演している。2018年は『Aiyaary』でシッダールト・マルホートラと共演し、ナムラタ・ジョーシーは映画を酷評する一方でマノージュ・バージペーイーと挿入曲が「映画にとって唯一の救いだった」と批評している。アフメド・カーンの『タイガー・バレット』ではタイガー・シュロフ、ディシャ・パタニと共演し、タッブーと共演した『Missing』ではプロデューサーも務めたが、批評家から酷評されている。『Satyameva Jayate』ではジョン・エイブラハムと共演し、『Gali Guleiyan』ではオールドデリーで暮らす引きこもりの中年男性を演じ、インディアン・フィルム・フェスティバル・メルボルンで男優賞を受賞している。また、同作は第22回釜山国際映画祭、ムンバイ映画祭、インディアン・フィルム・フェスティバル・ロサンゼルス、アトランタ映画祭、クリーブランド国際映画祭、シカゴ国際映画祭でプレミア上映された。その後は性的人身売買を題材にした『ラブ・ソーニア』に出演し、ロンドン・インド映画祭でのプレミア上映を経て同年9月14日に劇場公開された。『Bhonsle』では、ムンバイで排斥されている北インド移民グループの少女と知り合う定年退職した警察官ボンスル役を演じた。同作は批評家から好意的な評価を得ており、マノージュ・バージペーイーの演技についてナムラタ・ジョーシーは「ボンスルというキャラクターを内面化し、さらに顔だけではなく全身で表現する演技には驚かされた」と絶賛している。また、彼は同作の演技で国家映画賞 主演男優賞とアジア太平洋映画賞男優賞を受賞している。
2019年はアビシェーク・チョーベーの『Sonchiriya』で盗賊のマン・シン役を演じ、彼の演技についてラジャ・センは「反乱者の首領として素晴らしい演技だ」と批評している。ラージ&DKの『ファミリー・マン』では中産階級の公務員に偽装して諜報活動に従事するNIA捜査官のシュリカーント・ティワーリー役を演じ、同作と彼の演技は批評家から好意的な評価を得ており、『ヒンドゥスタン・タイムズ』のローヒト・ナーハルは「マノージュ・バージペーイーは普段通り、難なく素晴らしい演技を見せてくれた」と批評している。また、同作の演技でフィルムフェアOTT賞の審査員選出ドラマシリーズ男優賞を受賞した。2020年はNetflix配信作品の『ミセス・シリアルキラー』でジャクリーン・フェルナンデスと共演したが、批評家からは酷評された。また、COVID-19パンデミックによる劇場封鎖が解除されて最初に公開された『Suraj Pe Mangal Bhari』ではディルジット・ドサンジ、ファーティマー・サナー・シャイフと共演した。2020年はDiscovery+配信のドキュメンタリー番組『Secrets of Sinauli』のナレーションを務め、2021年にはZEE5配信作品の『Silence... Can You Hear It?』に出演している。

## 私生活
デリー出身の女性と結婚するが、病気療養中に離婚している。その後、1998年に『Kareeb』で共演したシャバーナー・ラザーと交際を始め、2006年に彼女と結婚して娘をもうけた。

## 評価

### 演技スタイル

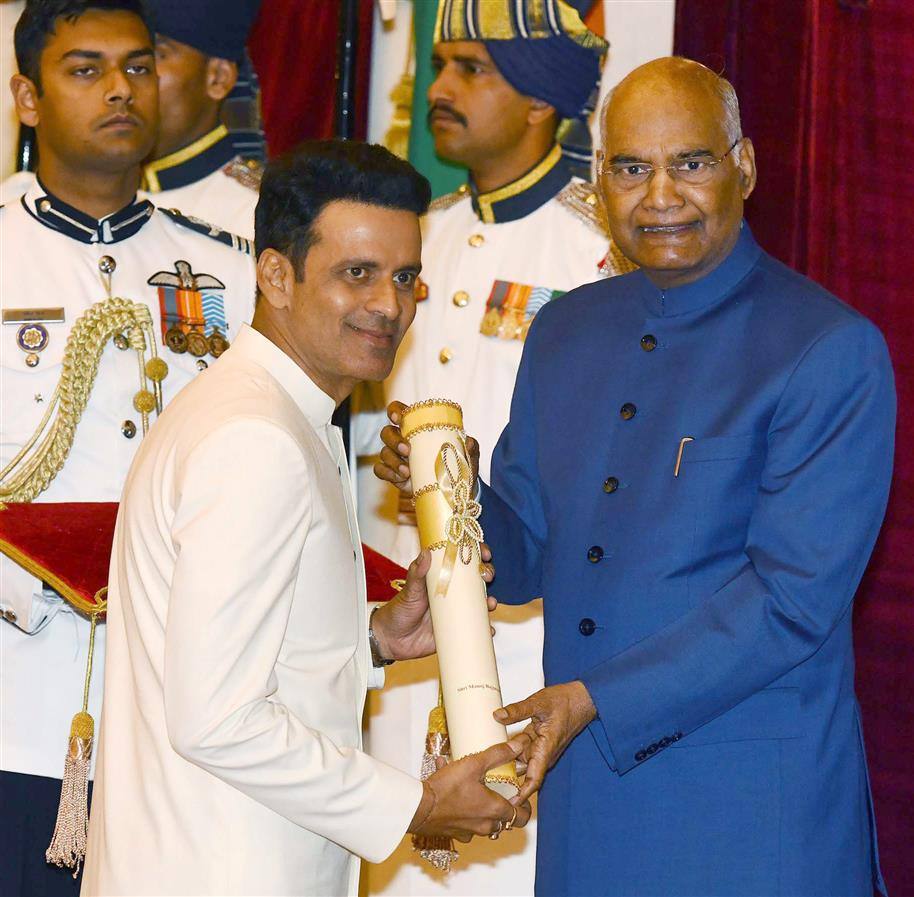
インド大統領ラーム・ナート・コーヴィンドからパドマ・シュリー勲章を授与されるマノージュ・バージペーイー（2019年）

マノージュ・バージペーイーはメソッド俳優として知られており、出演作では型破りなキャラクターを演じることが多い。演技についてはアミターブ・バッチャン、ナシールッディーン・シャー、ラグビール・ヤーダヴに大きな影響を受けたという。
彼の演技についてラーム・ゴーパール・ヴァルマは「これまで私が仕事を共にした中で最高の俳優」、シェーカル・カプールは「マノージュは少しの演技で多くのことを表現できる能力を持っている。彼は大げさな演技をすることがなく、最小限の演技でも違和感を感じさせない」、ハンサル・メータは「マノージュは誰にも真似できない変身能力を持っている」とそれぞれ評価している。また、ナワーズッディーン・シッディーキーは『Kick』に出演する際、『Aks』出演時のマノージュ・バージペーイーの演技を参考にしたと語っている。『Satya』で演じたビクー・マートルは、劇中の台詞（「ムンバイの王は誰だ。ビクー・マートルさ」）と共にヒンディー語映画史で最も記憶に残るキャラクターに一人とされており、ケイ・ケイ・メーノーンは「『Satya』でのマノージュの素晴らしい演技がなければ、イルファーン・カーンや私のような俳優が認められるのは、まだ先のことだったはずです。マノージュが私たちのために扉を開いてくれたのです」と語っている。また、ジャイ・アルジュン・シンは著書『Popcorn Essayists』の中でビクー・マートルについて「このキャラクターの土臭さと本物らしさは、バージペーイーの演技に対するこだわりが生み出したものだ」と批評している。

### 受賞歴

#### 国内の賞
| 年                           | 部門                               | 作品                         | 結果       | 出典            |
| 栄典                         | 栄典                               | 栄典                         | 栄典       | 栄典            |
| ---------------------------- | ---------------------------------- | ---------------------------- | ---------- | --------------- |
| 2019年                       | パドマ・シュリー勲章               | N/A                          | 受賞       | [ 130 ]         |
| 国家映画賞                   |                                    |                              |            |                 |
| 2000年                       | 助演男優賞                         | 『Satya』                    | 受賞       | [ 15 ]          |
| 2005年                       | 審査員特別賞                       | 『Pinjar』                   | 受賞       | [ 29 ]          |
| 2021年                       | 主演男優賞                         | 『Bhonsle』                  | 受賞       | [ 131 ]         |
| 2024年                       | 特別賞                             | 『Gulmohar』                 | 受賞       | [ 132 ]         |
| フィルムフェア賞             |                                    |                              |            |                 |
| 1999年                       | 助演男優賞                         | 『Satya』                    | ノミネート | [ 133 ] [ 134 ] |
| 1999年                       | 審査員選出男優賞                   | 『Satya』                    | 受賞       | [ 133 ] [ 134 ] |
| 2000年                       | 主演男優賞                         | 『Shool』                    | ノミネート | [ 133 ] [ 134 ] |
| 2000年                       | 審査員選出男優賞                   | 『Shool』                    | 受賞       | [ 133 ] [ 134 ] |
| 2002年                       | 悪役賞                             | 『Aks』                      | ノミネート | [ 133 ] [ 134 ] |
| 2003年                       | 悪役賞                             | 『Road』                     | ノミネート | [ 133 ] [ 134 ] |
| 2004年                       | 助演男優賞                         | 『レッド・マウンテン』       | ノミネート | [ 133 ] [ 134 ] |
| 2011年                       | 助演男優賞                         | 『Raajneeti』                | ノミネート |                 |
| 2013年                       | 主演男優賞                         | 『血の抗争』                 | ノミネート | [ 135 ]         |
| 2017年                       | 審査員選出男優賞                   | 『アリーガルの夜明け』       | 受賞       | [ 133 ]         |
| 2017年                       | 短編映画男優賞                     | 『Taandav⁣』                  | 受賞       | [ 133 ]         |
| 2024年                       | 審査員選出男優賞                   | 『Joram』                    | ノミネート | [ 136 ]         |
| フィルムフェアOTT賞          |                                    |                              |            |                 |
| 2020年                       | ウェブ・オリジナル映画主演男優賞   | 『Bhonsle』                  | ノミネート | [ 137 ] [ 138 ] |
| 2020年                       | ドラマシリーズ主演男優賞           | 『ファミリー・マン』         | ノミネート | [ 137 ] [ 138 ] |
| 2020年                       | 審査員選出ドラマシリーズ主演男優賞 | 『ファミリー・マン』         | 受賞       | [ 137 ] [ 138 ] |
| 2021年                       | ウェブ・オリジナル映画主演男優賞   | 『Ray』                      | ノミネート | [ 139 ]         |
| 2021年                       | ドラマシリーズ主演男優賞           | 『ファミリー・マン』         | ノミネート | [ 139 ]         |
| 2021年                       | 審査員選出ドラマシリーズ主演男優賞 | 『ファミリー・マン』         | 受賞       | [ 139 ]         |
| 2023年                       | ウェブ・オリジナル映画主演男優賞   | 『Sirf Ek Bandaa Kaafi Hai』 | 受賞       | [ 140 ]         |
| 2023年                       | ウェブ・オリジナル映画主演男優賞   | 『Gulmohar』                 | ノミネート | [ 140 ]         |
| 国際インド映画アカデミー賞   |                                    |                              |            |                 |
| 2001年                       | 悪役賞                             | 『Fiza』                     | ノミネート | [ 141 ]         |
| 2002年                       | 悪役賞                             | 『Aks』                      | ノミネート | [ 142 ]         |
| 2011年                       | 助演男優賞                         | 『Raajneeti』                | ノミネート | [ 143 ]         |
| 2011年                       | 悪役賞                             | 『Raajneeti』                | ノミネート | [ 143 ]         |
| 2013年                       | 主演男優賞                         | 『血の抗争』                 | ノミネート | [ 144 ]         |
| 2022年                       | 主演男優賞                         | 『Bhonsle』                  | ノミネート | [ 145 ]         |
| ジー・シネ・アワード         |                                    |                              |            |                 |
| 1999年                       | 助演男優賞                         | 『Satya』                    | 受賞       | [ 146 ]         |
| 2002年                       | 悪役賞                             | 『Aks』                      | 受賞       | [ 147 ]         |
| 2017年                       | 審査員選出主演男優賞               | 『アリーガルの夜明け』       | ノミネート | [ 148 ]         |
| スター・スクリーン・アワード |                                    |                              |            |                 |
| 1999年                       | 助演男優賞                         | 『Satya』                    | 受賞       |                 |
| 2002年                       | 悪役賞                             | 『Aks』                      | 受賞       |                 |
| 2003年                       | 悪役賞                             | 『Road』                     | ノミネート |                 |
| 2004年                       | 助演男優賞                         | 『Pinjar』                   | ノミネート |                 |
| 2013年                       | 主演男優賞                         | 『血の抗争』                 | ノミネート |                 |
| 2017年                       | 批評家選出主演男優賞               | 『アリーガルの夜明け』       | ノミネート |                 |
| スターダスト・アワード       |                                    |                              |            |                 |
| 2011年                       | 助演男優賞                         | 『Raajneeti』                | ノミネート |                 |
| 2013年                       | 主演男優賞                         | 『血の抗争』                 | 受賞       |                 |
| 2016年                       | 悪役賞                             | 『Tevar』                    | ノミネート |                 |
| 2017年                       | 主演男優賞                         | 『アリーガルの夜明け』       | ノミネート |                 |
| 製作者組合映画賞             |                                    |                              |            |                 |
| 2011年                       | 悪役賞                             | 『Raajneeti』                | ノミネート | [ 149 ]         |
| 2013年                       | 主演男優賞                         | 『血の抗争』                 | ノミネート | [ 150 ]         |
| 2016年                       | 悪役賞                             | 『Tevar』                    | ノミネート | [ 151 ]         |
| FOIオンライン賞              |                                    |                              |            |                 |
| 2017年                       | 主演男優賞                         | 『アリーガルの夜明け』       | ノミネート |                 |
| 2019年                       | 主演男優賞                         | 『Gali Guleiyan』            | ノミネート |                 |
| 2020年                       | アンサンブル・キャスト賞           | 『Sonchiriya』               | 受賞       |                 |
| 2021年                       | 主演男優賞                         | 『Bhonsle』                  | 受賞       |                 |
| ジャグラン映画祭             |                                    |                              |            |                 |
| 2016年                       | 男優賞                             | 『アリーガルの夜明け』       | 受賞       |                 |

#### 海外の賞
| 年                                                 | 部門                 | 作品                   | 結果               | 出典               |
| アジア太平洋映画賞                                 | アジア太平洋映画賞   | アジア太平洋映画賞     | アジア太平洋映画賞 | アジア太平洋映画賞 |
| -------------------------------------------------- | -------------------- | ---------------------- | ------------------ | ------------------ |
| 2012年                                             | 男優賞               | 『血の抗争』           | ノミネート         | [ 152 ]            |
| 2016年                                             | 男優賞               | 『アリーガルの夜明け』 | 受賞               | [ 153 ]            |
| 2019年                                             | 男優賞               | 『Bhonsle』            | 受賞               | [ 108 ]            |
| アジアン・アカデミー・クリエイティブ・アワード     |                      |                        |                    |                    |
| 2020年                                             | 主演男優賞           | 『ファミリー・マン』   | ノミネート         |                    |
| 2021年                                             | 主演男優賞           | 『ファミリー・マン』   | ノミネート         |                    |
| インディアン・フィルム・フェスティバル・メルボルン |                      |                        |                    |                    |
| 2016年                                             | 男優賞               | 『アリーガルの夜明け』 | ノミネート         |                    |
| 2018年                                             | 男優賞               | 『Gali Guleiyan』      | ノミネート         |                    |
| 2019年                                             | 男優賞               | 『Bhonsle』            | ノミネート         |                    |
| 2021年                                             | ドラマシリーズ男優賞 | 『ファミリー・マン』   | 受賞               |                    |
| 2023年                                             | 男優賞               | 『Joram』              | ノミネート         |                    |
| 2023年                                             | 男優賞               | 『Gulmohar』           | ノミネート         |                    |
| ニューヨーク・インド＝アメリカン芸術協会映画祭     |                      |                        |                    |                    |
| 2018年                                             | 男優賞               | 『Gali Guleiyan』      | 受賞               | [ 154 ]            |